# 建福 (越南)
建福（Kiến Phúc，1884年）是越南大南国阮朝建福帝阮福昊的年号，共计1年。

## 纪年
| 建福 | 元年       |
| 公元 | 1884年     |
| 干支 | 甲申       |
| 清朝 | 光緒十年   |
| 日本 | 明治十七年 |